# Харінбханга
Харінбха́нга (Харіабханга, Харібханга; бенгал. হরিয়াভাঙ্গা নদী) — один з гирлових рукавів в дельті річки Ганг.
Рукав знаходиться на кордоні між Індією та Бангладеш, він є природною межею майже на всьому протязі від впадіння рукава Соя та до гирла. Утворюється злиттям двох рукавів — лівого Джхілла та правого Даттар-Ганг. Впадає до Бенгальської затоки разом із сусіднім рукавом Раймангал (протікає ліворуч).
Від Харінбханги починаються інші рукави Гангу — праворуч Гуасуба, Гона, Бхаркунда-Кхал, Горанкаті-Кхал та Багхмара-Кхал. Ліворуч навпаки вливаються Соя та Талпатті-Кхал.
З індійського боку до рукава виходять береги заповідника Басірхат, з боку Бангладеш — заповідника Саткхіра.
| Річка | Це незавершена стаття про річку. Ви можете допомогти проєкту, виправивши або дописавши її. |